# Клиометрика

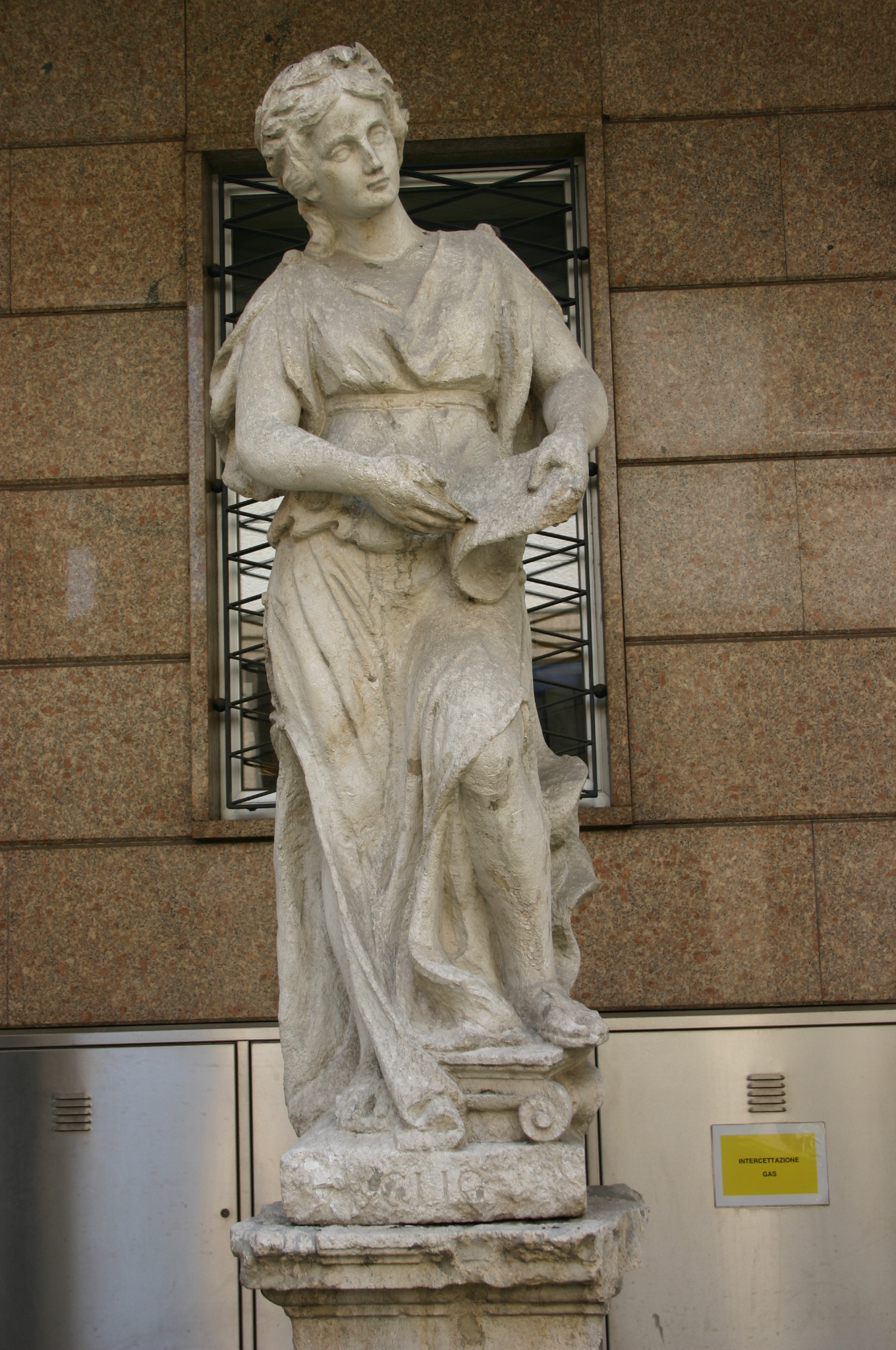
Муза Клио

Клиометрика (англ. Cliometrics) — междисциплинарное направление, связанное с применением экономической теории и эконометрических методов и моделей в исследованиях по экономической истории. Расширительно ассоциируется с применением математических методов в исторических исследованиях, то есть отождествляется с применением количественных методов в истории.
Название дисциплины происходит от имени Клио — музы истории и героической поэзии в греческой мифологии.

## История
Впервые термин клиометрика появился в печати в декабре 1960 года в статье Дж. Хьюгса, Л. Дэвиса и С. Рейтера «Аспекты количественного исследования в экономической истории».
«Клиометрическая революция» произошла в 1960-е годы. Особую роль здесь сыграло то обстоятельство, что в 1960 году редакторами «Journal of Economic History» стали сторонники клиометрического подхода Дуглас Норт и Уильям Паркер. Тогда же в США стали регулярно проводиться клиометрические конференции. В этот период в центре внимания американских клиометристов было изучение роли железных дорог в развитии процессов индустриализации, истории сельского хозяйства США в XIX веке, экономической эффективности рабского труда в американской экономике.
С 1970-х годов клиометрический подход расширяет своё влияние в исследованиях по экономической истории в Великобритании, скандинавских странах, Испании, Бельгии, Голландии и др. странах.
В более широком плане применение количественных методов в исторических исследованиях (квантитативная история) получило распространение также во Франции (преимущественно в рамках школы «Анналов»), Германии (основную роль здесь играет Центр историко-социальных исследований Кёльнского университета) и других странах.
В 1993 году Роберт Фогель и Дуглас Норт получили Нобелевскую премию по экономике за цикл работ в области клиометрики. В решении Нобелевского комитета отмечается, что премия присуждена «за развитие новых подходов в исследованиях по экономической истории, основанных на применении экономической теории и количественных методов для объяснения экономических и институциональных изменений».
В СССР/России клиометрическая школа складывается в 1960-е — 1970-е годы вокруг И. Д. Ковальченко (Л. В. Милов, Л. И. Бородкин и др.). Развитие клиометрики («новой экономической истории») шло в русле более широкого направления — квантитативной истории, включающего приложения в различных областях исторического знания.
Значительную роль в развитии исследований в области квантитативной истории на этапе её становления сыграли также В. А. Устинов, К. В. Хвостова, А. Л. Вайнштейн, А. К. Соколов, Н. Б. Селунская, В. З. Дробижев, Е. И. Пивовар, Т. И. Славко, Б. Н. Миронов, С. Г. Кащенко, Ю. П. Бокарев, И. М. Гарскова и др. К числу теоретических достижений отечественной школы квантитативной истории относятся разработка информационных аспектов источниковедения, концепций и методов анализа массовых источников, методологии применения многомерного статистического анализа и математического моделирования в исторических исследованиях. Наиболее существенные результаты применения методов квантитативной истории достигнуты в области аграрной истории дореволюционной России, социально-политической истории советского общества первых десятилетий советской власти, изучении средневековых русских текстов, а также в археологических исследованиях (наибольшую известность в «квантитативной археологии» получили работы Г. А. Федорова-Давыдова, Д. В. Деопика, Ю. Л. Щаповой, В. Б. Ковалевской и др.).
С середины 1990-х годов российские историки-квантификаторы активно участвуют в деятельности научного сообщества, связанного с новым междисциплинарным направлением — исторической информатикой. Это направление развивается в рамках Ассоциации «История и компьютер» (АИК).
В последнее время в России активно развивается «клиодинамика» — новое направление в математическом моделировании исторических процессов (П. В. Турчин, Г. Г. Малинецкий, А. В. Коротаев, С. А. Нефёдов, С. П. Капица, Л. И. Бородкин, Ю. Н. Павловский, С. Ю. Малков, А. В. Подлазов и др.).